# Зимске олимпијске игре 1944.
Предвиђене Зимске олимпијске игре 1944. које су званично носиле назив 5. Зимске олимпијске игре (V Olympic Winter Games) требало је да се одрже у Кортина д'Ампецоу, Италија у фебруару 1944. године.. 
Кортина д'Ампецо је добила право домаћинства у јуну 1939. године, али због избијања Другог светског рата Зимске олимпијске игре су отказане 1941. године.
Санкт Мориц је био домаћин Олимпијских игара 1948 а Кортина д'Ампецо 1956 године.